# Antheua extenuata
Antheua extenuata är en fjärilsart som beskrevs av Walker 1869. Antheua extenuata ingår i släktet Antheua och familjen tandspinnare. Inga underarter finns listade i Catalogue of Life.